# Tadeusz Dzierzbicki
Tadeusz Dzierzbicki (ur. 19 września 1881 w majątku Świeciny gmina Łanięta, zm. 19 maja 1905 w Warszawie) – inżynier, członek organizacji Spiskowo–Bojowej PPS, zginął w trakcie zamachu. Uznawany za jednego z bohaterów Organizacji Bojowej PPS i walki o Niepodległość. Pośmiertnie odznaczony Krzyżem Niepodległości z Mieczami.

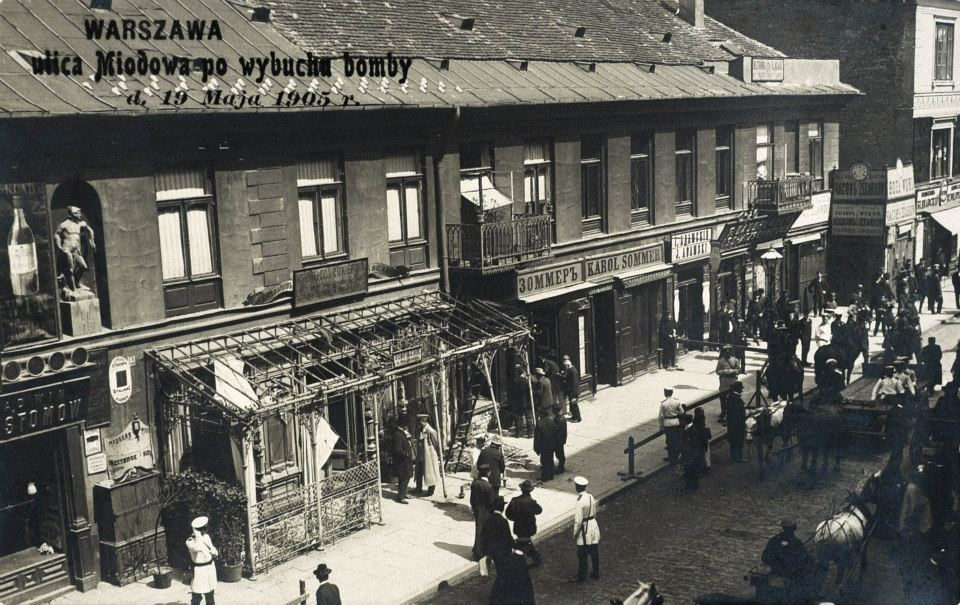
ulica Miodowa 6 tuż po wybuchu bomby 19 maja 1905

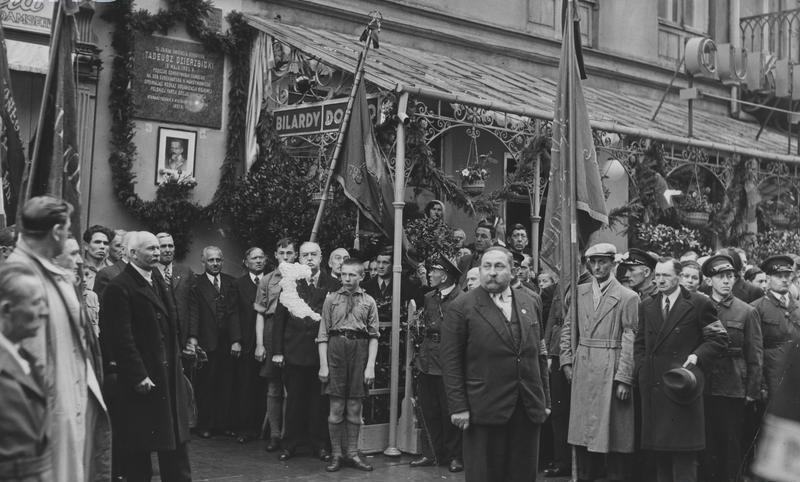
Uroczystość odsłonięcia tablicy poświęconej Tadeuszowi Dzierzbickiemu, przy ul. Miodowej 26 maja 1938. Z lewej przemawia Tomasz Arciszewski

## Życiorys
Urodził się jako trzeci syn (z dziewięciu) w zubożałej rodzinie ziemiańskiej Bronisława i Bronisławy z domu Chruszakowskiej. Jego dziadek Tadeusz był uczestnikiem powstania 1863, który zginął na Syberii.
W 1891 został oddany do rodziny matki w Warszawie, gdzie następnie zapisano go do II gimnazjum filologicznego przy ul. Nowolipki. Wskutek trudności materialnych zmuszony był przerwać naukę po ukończeniu sześciu klas. W 1899 wstąpił jako ochotnik do wojska rosyjskiego, które po roku opuścił w stopniu Praporszczika. W 1900 zapisał się do szkoły techniczno–mechanicznej Wawelberga i Rotwanda, którą ukończył z wyróżnieniem w 1903. W trakcie nauki musiał równocześnie pracować zarobkowo, aby pomagać rodzinie po śmierci ojca. Musiał oddłużyć 300 morgowe gospodarstwo i przenieść matkę wraz z rodzeństwem do Warszawy.
Uzyskane wyróżnienie, umożliwiło mu uzyskanie na uczelni stypendium, dzięki któremu wyjechał na dalsze studia do Paryża, gdzie ukończył wyższą szkołę techniczną uzyskując stopień inżyniera–elektrotechnika.
W Paryżu zaczął sympatyzować z Polską Partią Socjalistyczną. Po ukończeniu szkoły w 1904 wyjechał na praktykę do Liège w Belgii, gdzie został członkiem Organizacji Zagranicznej PPS. Po wybuchu wojny rosyjsko–japońskiej udał się do Krakowa, gdzie otrzymał polecenie uruchomienia laboratorium bombowego. Laboratorium uruchomił w mieszkaniu przybyłych z Paryża braci Stanisława i Konstantego Neymanów. 29 stycznia 1905 zginął w trakcie demonstracji jego brat Karol, student pierwszego roku medycyny.
W marcu 1905 pod nazwiskiem „Dobrowolski” przybył do Warszawy zamieszkując w okolicach Placu Zbawiciela uruchamiając laboratorium bombowe. Zgłosił się ponadto – chcąc pomścić śmierć brata – do działań bezpośrednich Organizacji Bojowej, przygotowując się do zamachów bombowych.
Gdy powstał plan zamachu na generał–gubernatora warszawskiego Konstantina Maksymowicza, Dzierzbicki zgłosił się do udziału w nim, przygotowując osobiście bombę. Plan zakładał, że bomba zostanie rzucona przez Dzierzbickiego z kawiarni Trojanowskiego przy Miodowej 6. Miejsce zostało wybrane z uwagi na fakt, iż przed południem generał–gubernator powinien wyjechać z Zamku Królewskiego na niedzielne galowe nabożeństwo do cerkwi na rogu Długiej i Miodowej. Zamachowiec miał zbiec przejściem na tyłach kawiarni, na ulicę Podwale, gdzie przed pościgiem miała go ochronić grupa OB PPS, którą mieli stanowić Bronisław Żukowski „Harakiri”, wraz ze Stanisławem Zielińskim „Sewer”, Moszkiem Szwarcem i Dawidem Ajzenlistem „Dawidek”. Dwaj ostatni okazali się agentami carskiej Ochrany.
Policja poinformowana o miejscu zamachu oraz o wyglądzie zamachowca (zdrajca nie znał go osobiście), usiłowała go aresztować o godzinie 11:55. Dzierzbicki widząc iż został zdemaskowany, rzucił pocisk w agentów, zabijając siebie, Jegora Kocznowa i Bazylija Korotkija, raniąc ciężko agenta Antoniego Antonowicza. Ponadto zginął jeden z przechodniów, a dalszych kilkanaście osób zostało rannych. Według ówczesnej prasy:

Osobistość sprawcy wybuchu stwierdzono. Jest to szewc Dobrowolski. Miał on na ciele pod koszulą dwa medaliki św. Józefa i św. Benedykta. W kieszeniach znaleziono jakieś papiery i rewolwer systemu Browninga. Sprawca wybuchu miał podobno dwóch towarzyszów, którzy w chwili zbliżenia się agentów uciekli

Żukowski widząc, że jest śledzony usiłował zbiec, lecz tuż po zamachu został aresztowany na ulicy. Pomimo faktu, że zamach nie doszedł do skutku, od tego momentu jednak Maksymowicz uległ panice. Opuścił siedzibę gubernatora i schronił się w twierdzy Zegrze. To spowodowało odwołanie go 28 sierpnia 1905 ze stanowiska.

### Upamiętnienie
Pośmiertnie w grudniu 1930 został odznaczony Krzyżem Niepodległości z Mieczami. Na ul. Miodowej, 26 maja 1938 odsłonięto tablicę pamiątkową poświęconą Dzierzbickiemu. Tego samego dnia odsłonięto tablicę ku czci Henryka Barona przy ul. Grzybowskiej 68a, w miejscu jego aresztowania. Obecnie tablice nie istnieją. W 1938 nakładem Zarządu Głównego Stowarzyszenia b. Więźniów Politycznych wydano również publikację okolicznościową „Pamięci Henryka Barona i Tadeusza Dzierzbickiego, niezłomnych bojowników o niepodległość i socjalizm.”.